# Holandsko

Znak Holandského hrabství

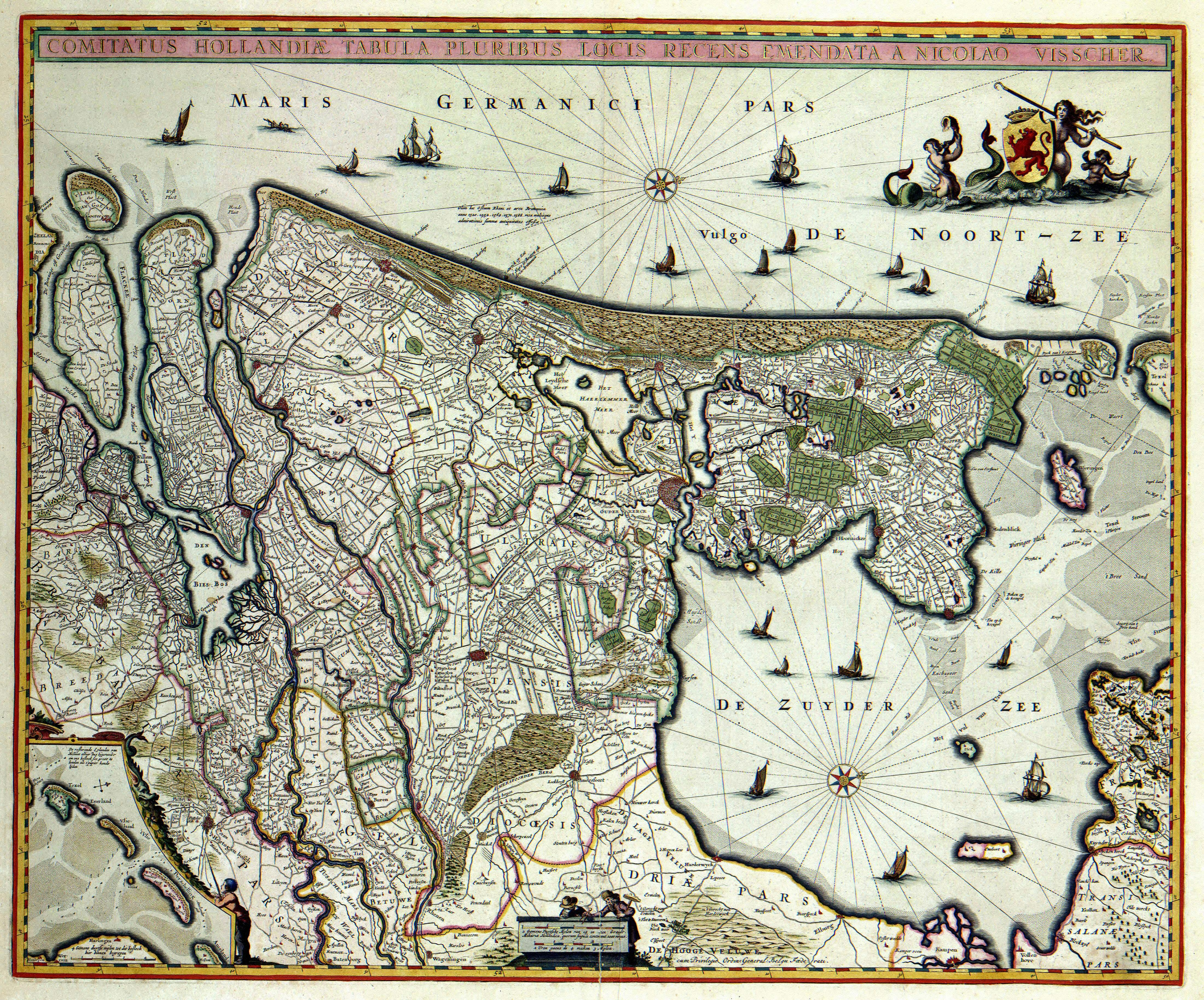
Historická mapa (1682)

Současné provincie Severní a Jižní Holandsko v rámci Nizozemska

Holandsko (nizozemsky Holland) je název středozápadní části a historického území Nizozemska, který se často (nikoli však správně) používá pro označení celého státu.
V době Svaté říše římské bylo Holland jedním z hrabství, později nejdůležitější provincií Republiky spojených nizozemských provincií (Republiek der Zeven Verenigde Nederlanden, 1581–1795). V napoleonských letech 1806–1810 však existovalo Holandské království, pod které spadalo téměř celé Nizozemsko a také Východní Frísko.
Dnešní Holandsko tvoří dvě provincie: Severní Holandsko (Noord-Holland) a Jižní Holandsko (Zuid-Holland), které vznikly v roce 1840. Již v době Nizozemské republiky tvořilo Holandsko politické, ekonomické i kulturní centrum, v Holandsku se nachází nejvýznamnější města a přístavy, např. Amsterdam, Rotterdam, Haag, Delft atd.

## Etymologie
Termín Holandsko se poprvé objevil v pramenech z roku 866 jako označení oblasti v okolí Haarlemu a od roku 1064 se tak začalo označovat celé hrabství. Od té doby se obyvatelé Holandska začali označovat jako „Holanďané“. Termín Holland je odvozen ze středonizozemského slova holtland („lesnatá země“), neboť krajina byla pokryta velkým množstvím lesů. Tato písemná varianta se používala asi do 14. století, kdy se ustálil název Holland (v té době se používaly také alternativní varianty Hollant a Hollandt). Populární, ale nesprávný výklad uvádí, že Holland je odvozeno z hol land („nízká země“), což se prý inspirovalo nížinatou krajinou Holandska.

## Špatné označování Nizozemska
Nizozemsko je tvořeno 12 provinciemi, z nichž lze pouze dvě nazývat Holandsko: Severní Holandsko a Jižní Holandsko. Ostatní provincie jsou Groningen, Friesland, Overijssel, Flevoland, Drenthe, Utrecht, Zeeland, Severní Brabantsko, Gelderland a Limburg. Nazývat Nizozemsko slovem Holandsko je podobná chyba jako označování Česka slovem Čechy nebo celé Velké Británie slovem Anglie.
Jakkoliv je používání názvu Holandsko pro označení celého Nizozemska fakticky nesprávné, je velice rozšířené; i v nizozemštině se běžně slovo Holland používá místo správného Nederland.[zdroj⁠?!]